# Жижа (лист)
Жижа је српски хумористичко-сатирични часопис који је излазио од 1. новембра 1871. до 19. октобра 1874. године. Издавач и уредник је био Јован Јовановић Змај. Змај га је покренуо у Панчеву, а од 30. броја је наставио да излази у Новом Саду.

## Историјат
Јован Јовановић Змај, свршени доктор медицине, је службовао у Панчеви 1871. године. Змај је 1. новембра покренуо Жижу и на тај начин се укључио у политичку борбу против мађарских хегемониста, промађарски оријентисаних српских конзервативаца, као и званичне политике Кнежевине Србије. Змај је отворено подржавао револуционарне циљеве Париске комуне. Тиме је изазвала гнев великог броја моћника који су тражили могућност и начин да онемогуће излажење самог листа. Светозар Марковић је у Раденику писао топло и похвално о Змају. Зато је Жижа била стално у сукобу са Враголаном, социјалистички опредељеним листом за шалу и сатиру.
Током 1871. године и почетком 1872. године Жижа је била један од читанијих српских листова и имала је око 1000 претплатника. Због свог политичког опредељења сметала је мађарској влади и 22. августа 1872. године је престала да излази у Панчеву јер су власти инсистирале да се положи кауција.  Змај ју је преселио у Нови Сад где се појавио нови број 10. октобра.
Пресељењем у Нови Сад Жижа је одолевала различитим нападима, али је ипак почела нередовно да излази. Због тога је почео да јој опада број претплатника. Јула 1874. године имала је свега 416 претплатника и 800 дужника. После 12 броја 31. октобра 1874. је обустављено излажење листа упркос томе што је било планирано да изађе 27 бројева.
Практично кад је престала да излази Жижа, Срби у Угарској су привремено остали без хумористичко-сатиричног листа.

### Периодичност излажења
Излазио је три пута месечно: 1, 10. и 20. у месецу.

### Тематика
Змај је у Жижи објавио неколико својих антологијских песама. У Жижи је Змај први пут публиковао Ђулићи увелци 1. августа 1872. године.  Објавио је 9 својих Ђулића увеока у различитим бројевима.
Објављене су и песме: Шта је туга, Узтарабари, Зар ја љубит више не смем. Упркос својим највећим патњама, Змај је уређивао један шаљиви лист.
У Жижи је објавио и већи број својих сатиричних и борбених песама: Посвета, Јест ал-Жижа!, Милостивој Европи, На гробу стрељаних комуниста, Песма једног најлојалнијег белог грађанина, Издајици, Колера, Мацини, Страшна мисао и друге.
- Шаљиви чланци
- Песме
- Загонетке
- Анегдоте
- Пословице
- Досетке
- Погрешке

На другој страници Жиже се опростио од ликова Ћире и Спире и препустио их је листу Враголан.
- Јест- ал Жижа!, Змајева песма у Жижи, број 2, 1871.
- Песма једног најлојалнијег белог грађанина у Жижи, број 3, 1871.
- Ђулићи увелци у Жижи, број 28, страна 110, 1872.
- Издајици у Жижи, број 34-35, страна 134, 1872.
- Пословице у Жижи, број 30-31, страна 120, 1872.

Јован Јовановић Змај је почео од броја 6 да објављује додатак са ненумерисаним страницама, где је објављивао различите огласе. На тај начин је привлачио претплатнике и могао је да издржава лист.

## Уредници
- Јован Јовановић Змај - закључно са бројем 29 1872.
- Бранко Јовановић Муша - од броја 30 1872.
- Корнел Јовановић (Змајев брат) - од броја 1 1873.

## Рубрике
- Тута и Фура
- Пошта
- Ваљушци
- Ситнице

## Сарадници
Већи број текстова је написао сам Јован Јовановић Змај. Он је своје радове потписивао псеудонимима, разним шифрама, иницијалима. Велики број својих радова објавио је анонимно.
- Илија Огњановић
- Ђена Павловић

- Стеван В. Поповић
- Светислав Касапиновић

### Потписи Јована Јовановића Змаја
- Велизар Зарвелић
- Будалина Змале, По божијој милости и док је воља народа, император Жижије[9]
- Варјатор
- Змај
- З.
- Баба бајалица
- Злогук
- Пати-цврк
- Новајлија

## Фототипско издањеЖиже
Поводом 150-годишњице од рођења Јована Јовановића Змаја објављено је фототипско издање 1983. године у сарадњи Народне библиотеке Србије и Народне библиотеке Вељко Влаховић из Панчева. Примерци Жиже се ретко налазе, тако да је ово фототипски издање од изузетног значаја и за Змајево стваралаштво, као и за културу уопште.

## Занимљивости
Да би привукао што више претплатника, Змај је на шаљив начин позивао уредне и неуредне платише да уплате новац за издавање нових бројева листа Жиже.

## Галерија
- Жижа, Опроштај од Ћире и Спире, број 1, страна 2, 1871.
- Жижа, број 7, 1872.
- Жижа, број 13, 1872.
- Жижа, огласи, прилог броју 13, 1872.
- Жижа, Књижевни огласи, број 34-35, 1872.
- Жижа, број 34-35, 1872.
- Жижа, оглас за лист Сељак, прилог броју 13, 1872.
- Жижа, последњи број, број 11-12, 1874.